# Teskánd
Teskánd là một thị trấn thuộc hạt Zala, Hungary. Thị trấn này có diện tích 4,85 km², dân số năm 2010 là 1125 người, mật độ 232 người/km².